# Ceratiidae
Ceratiidae är en familj djuphavslevande fiskar, som är kända för sitt skrämmande utseende och sina enorma gap.
De påträffas ner till 4000 meters djup. De största arterna kan bli upp till en meter långa, men de flesta blir omkring en halv meter.
Mellan ögonen har de ett "metspö", med ett lysorgan, som de använder för att locka till sig byten. Bland födan består huvudsakligen fiskar och räkor, även byten som är större än de själva. Lysorganet används även till att signalera till partners.
Familjen utgörs av två släkten:
- Ceratias, med tre arter
- Cryptopsaras, men en art